# 창녕 문암정, 신초 유허비, 신초 초상
창녕 문암정, 신초 유허비, 신초 초상(昌寧 聞岩亭, 辛礎 遺墟碑, 辛楚 肖像)은 대한민국 경상남도 창녕군 계성면 사리에 있는 건축물 등이다.
1983년 7월 20일 경상남도의 문화재자료 제25호 문암정, 비각, 신초의 영정으로 지정되었다가, 2018년 12월 20일 현재의 명칭으로 변경되었다.

## 개요
문암정은 임진왜란때 영산, 창녕 의병장으로 활약했던 장수 신초를 배향한 곳으로 계성면 사리의 냇가를 끼고 절벽 위에 지어진 정자이다. 조선 헌종 2년(1836)에 건축되었다.

## 현지 안내문
문암정은 임진왜란 때 의병장으로 활약하였던 신초(辛礎) 장군(1568~1637)을 배향하고 있는 곳이다. 영산이 본관인 장군은 여러 전투에서 공을 세움으로써 현풍현감에 제수되었고 이어 보성군수를 역임하였으며, 사후 병조판서를 증직받았다. 문암정 뒤편에는 장군의 영정과 위패를 봉안하고 있는 영정각이 있으며, 그 곁에 장군의 사적비가 있는 비각이 있다. 영정은 견본 채색화로 조선후기에 그려진 것으로 추정되며, 사적비는 1838년에 세워진 것이다.

## 참고 자료
- 창녕 문암정, 신초 유허비, 신초 초상 - 국가유산청 국가유산포털